# Telèmetre
Un telèmetre és un dispositiu que permet mesurar distàncies des d'un observador a un objectiu. Alguns telèmetres utilitzen mètodes actius per a la mesura, és a dir, emeten algun tipus senyal per tal que es reflecteixi a l'objectiu i puguin detectar la reflexió; a partir del temps entre l'emissió del senyal original i la recepció del senyal reflectit es pot calcular la distància. Altres telèmetres utilitzen mètodes passius, basats en tècniques de trigonometria.

## Telèmetre òptic

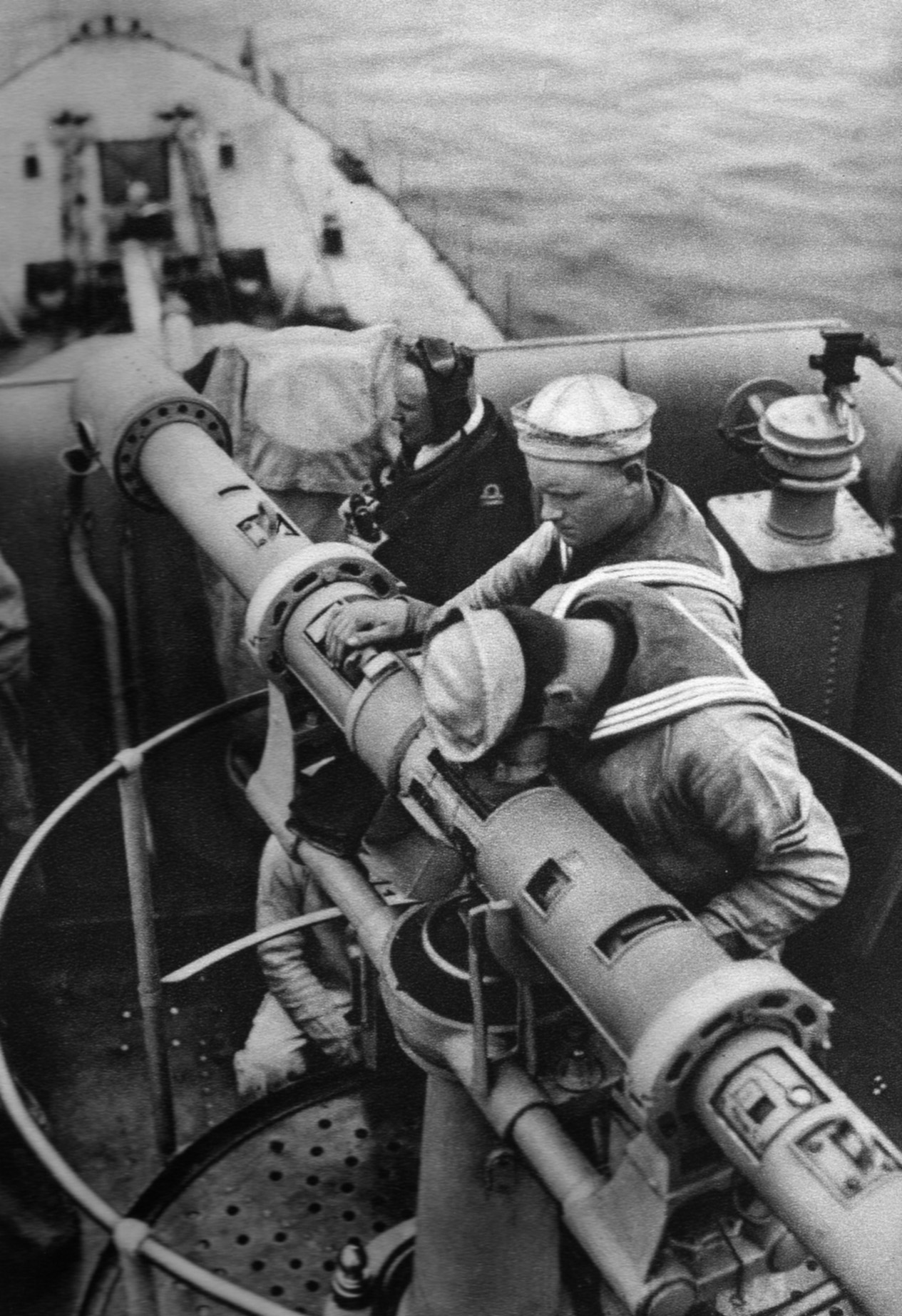
Un gran telèmetre òptic instal·lat en un destructor polonès als anys 1930. S'hi pot observar un dels objectius a l'extrem del braç

El telèmetre òptic és el més habitual dels telèmetres passius. Consta de dos objectius separats una distància fixa coneguda (base). Amb ells s'observa un objecte fins que la imatge procedent dels dos objectius se superposa en una de sola. El telèmetre calcula, mitjançant trigonometria, la distància a l'objecte a partir de la longitud de la base i dels angles subtendits entre l'eix dels objectius i la línia de la base. El principi de funcionament és, doncs, el mateix en què es basa el fenomen de la paral·laxi. Com més gran sigui la línia de la base, més precís seran les mesures realitzades pel telèmetre.

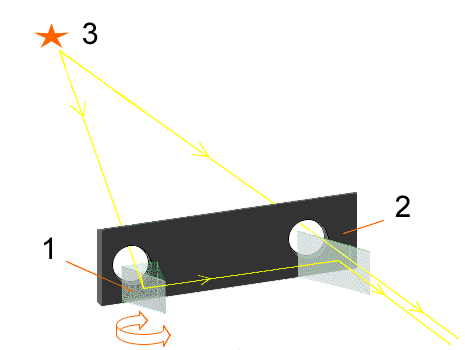
Esquema d'un telèmetre òptic.

Abans de l'aparició del ràdar i, posteriorment, dels telèmetres làser, els telèmetres òptics foren l'instrument habitual per calcular distàncies en topografia i fotografia, així com en els sistemes de punteria per a armes de foc, especialment en artilleria terrestre i naval.

## Telèmetre ultrasònic
El telèmetre ultrasònic funciona com un radar que emet un ultrasò que es reflecteix en el blanc i el telèmetre rep l'eco. Pel temps transcorregut i la fase de l'eco, calcula la distància a el blanc. Aquest podem funcionar tant de dia com de nit ja que utilitzen el soroll per mesurar la distància. Es pot trobar aquest tipus de telèmetre en algunes càmeres "Polaroid".

## Telèmetre làser

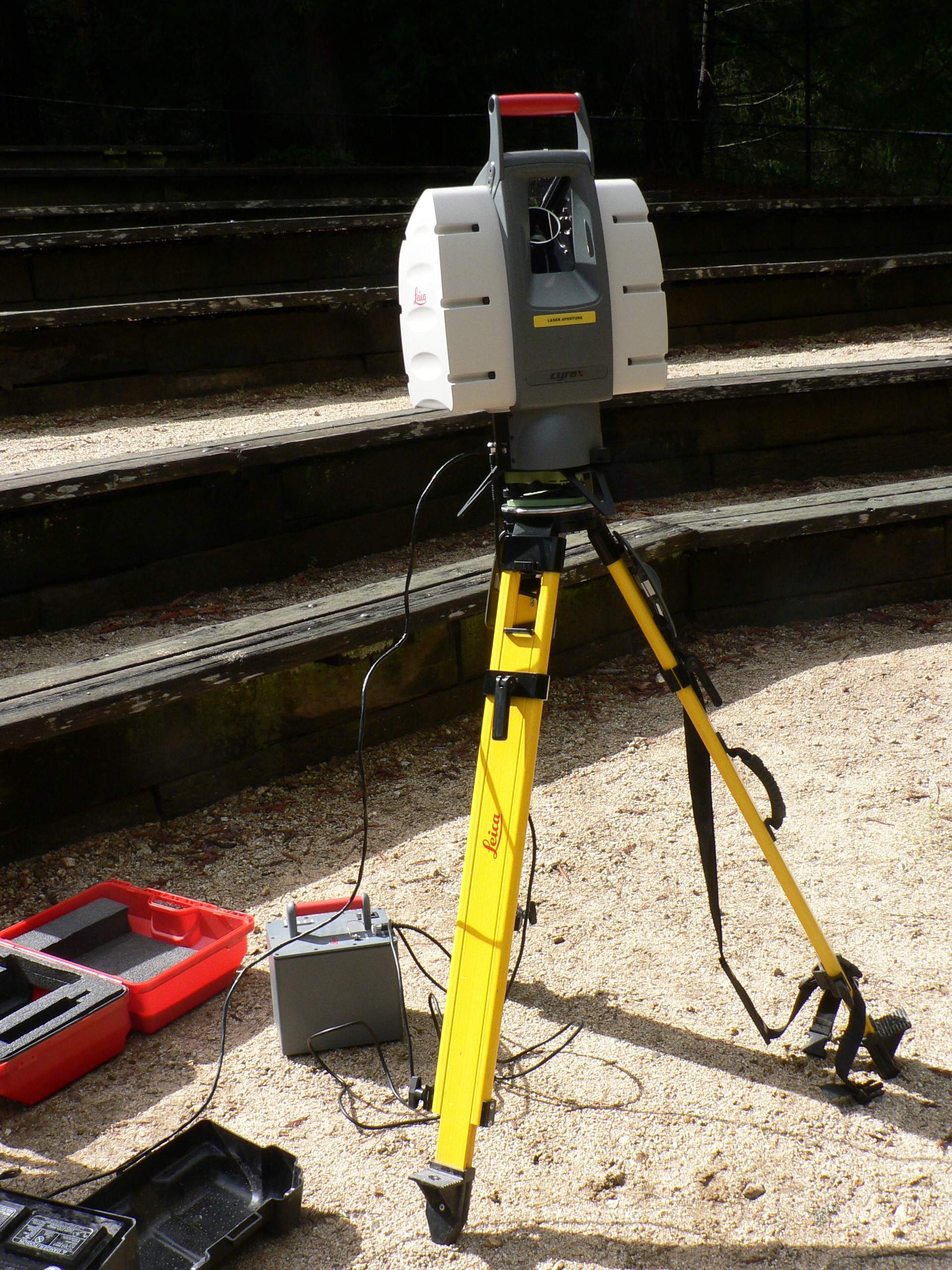
Un telèmetre làser Leica HDS-3000.

El telèmetre làser, el més utilitzat gràcies al seu baix cost, a la seva gran precisió i a la seva facilitat d'ús, és un telèmetre de tipus actiu, el funcionament del qual es basa en la mesura del temps que triga un pols làser a arribar a un objectiu i tornar. Els telèmetres làser permeten mesures molt precises de distàncies no gaire llargues (de l'ordre del centímetre fins a distàncies de 20 metres) i amb condicions de poca visibilitat. El seu principal inconvenient, en canvi, es troba quan hi ha unes condicions de gran il·luminació, ja que la mesura es basa a detectar correctament el feix làser reflectit per l'objectiu.

## Dissenys
El primer telèmetre a distància va ser inventat per James Watt el 1769 i va ser posat en ús el 1771 en la topografia de canals. Watt va anomenar el seu instrument micròmetre, un terme ara utilitzat amb un significat diferent en enginyeria (la rosca micròmetre). Consistia en dos pèls paral·lels en el pla focal d'un ocular de telescopi creuant un pèl vertical. En el punt a mesurar, dos objectius lliscants en una vara topogràfica van ser ajustats per alinear-se amb els pèls en el telescopi. La distància a la vara es podia determinar llavors mitjançant trigonometria a partir de la distància entre els objectius de la vara.
Algunes altres persones han estat acreditades amb la invenció del telèmetre a distància a un moment o un altre. La Royal Society of Arts va donar un premi a W. Green per la seva invenció el 1778, encara que van ser conscients de la prioritat de Watt.
En 1778, Georg Friedrich Brander va inventar el telèmetre de coincidència. Dos miralls situats a una distància horitzontal en una caixa llarga i estreta, similar a una barra de subtensió, però situats a l'estació de mesura, i formant dues imatges. Aquest telèmetre no requereix una vara de mesura a la destinació i potser es podria considerar el primer telèmetre veritable. El 1790, Jesse Ramsden va inventar un telèmetre de meitat d'imatge. Encara que Alexander Selligue sovint és crèdit erròniament amb la invenció, va inventar un telèmetre millorat amb lents fixes el 1821 i és responsable de l'encunyament del terme.
En 1899, Carl Pulfrich a Carl Zeiss AG va fabricar un telèmetre estereoscòpic pràctic, basat en una patent d'Hector Alexander de Grousilliers. Els telèmetres de l'època de la Segona Guerra Mundial funcionaven òpticament amb dos telescopis enfocats en el mateix objectiu, però a una certa distància a llarg d'una línia de base. La distància a l'objectiu es troba mesurant la diferència en direcció dels dos telescopis i resoldre el triangle prim. Les solucions es poden obtenir automàticament, utilitzant taules o, rarament, el càlcul manual. Com més gran és la distància a l'objectiu, més llarga ha de ser la línia de base per obtenir una mesura precisa. La línia de base requerida pels telèmetres per als canons dels cuirassats és molt gran. Els telèmetres més moderns utilitzen una tecnologia electrònica com els làsers o el radar.

## Usos
Els seus usos inclouen topografia, navegació, per ajudar a enfocar en fotografia, triar un pal de golf segons la distància i corregir l'objectiu d'una arma de projectil a distància.

### Golf
Els telèmetres làser s'utilitzen al golf per mesurar la distància d'un tret en particular, però també per avaluar el pendent i el vent. S'ha debatut sobre si s'haurien de permetre en els tornejos. Tot i que el seu ús està prohibit al nivell professional, s'estan fent servir àmpliament al nivell amateur.

### Balística
Els telèmetres poden ser utilitzats pels usuaris d'armes a llarga distància per mesurar la distància a un objectiu per tal de permetre la caiguda del projectil. Fins al desenvolupament de mitjans electrònics per mesurar la distància durant la Segona Guerra Mundial, els vaixells de guerra feien servir telèmetres òptics molt grans, amb una línia de base de molts metres, per mesurar la distància per al tancament naval.

### Silvicultura
Els telèmetres s'utilitzen per a topografia en silvicultura. S'utilitzen dispositius especials amb filtres anti-fulles.

### Realitat virtual
Des dels anys 90, els telèmetres s'han utilitzat en sistemes de realitat virtual per detectar els moviments de l'operador i localitzar objectes.